# Прапор Дніпрорудного
Пра́пор Дніпрору́дного затверджений VII сесією 4-го скликання Дніпрорудненської міської ради від 24 квітня 2003 року рішенням №32.

## Опис
Прапор міста є офіційним атрибутом (символом) міського самоврядування.